# Ядришникова
Ядри́шникова (рос. Ядрышникова) — присілок у складі Тугулимського міського округу Свердловської області.
Населення — 352 особи (2010, 379 у 2002).
Національний склад станом на 2002 рік: росіяни — 89 %.